# Indienhandel

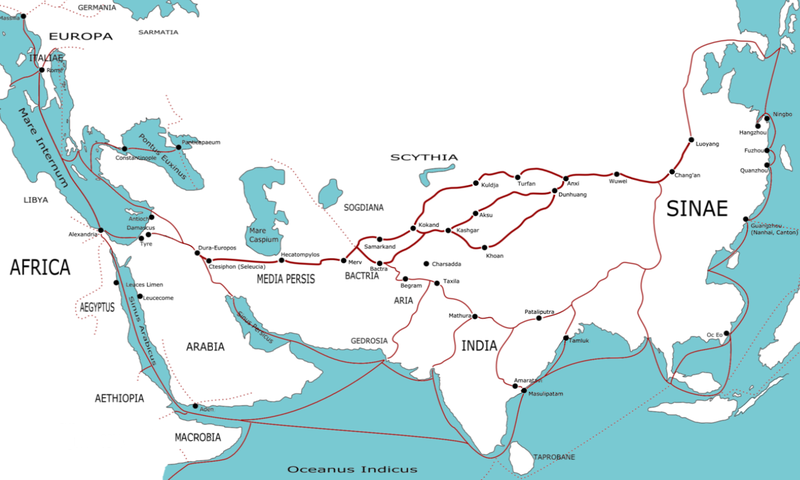
Handelswege um das 1. Jahrhundert n. Chr. entlang der Seidenstraße.

Indienhandel bezeichnet in der Geschichtswissenschaft die von der Antike bis in die Frühe Neuzeit reichenden Handelsbeziehungen zwischen den staatlichen Gebilden im Mittelmeerraum (bzw. Europa) und denjenigen Indiens (einschließlich der Anrainerregionen im Indischen Ozean), wobei die Handelsrouten von Indien weiter nach Zentralasien, Südostasien und Ostasien (China) reichten.

## Der antike Indienhandel
Die frühesten Kontakte zwischen dem Westen und Indien reichen in die Zeit des persischen Achämenidenreichs zurück, das sich bis an die Grenze Indiens erstreckte. Bereits der in persischen Diensten stehende griechische Geograph Skylax bereiste im späten 6. Jahrhundert v. Chr. die Randgebiete Indiens (Sindh), doch sind seine Aufzeichnungen nur fragmentarisch erhalten. Herodot ist in seinen Historien näher auf Indien eingegangen, wobei jedoch märchenhafte Elemente in die Schilderung einflossen, die bei Ktesias von Knidos noch wesentlich stärker ausgeprägt waren. Das Wissen der Griechen über das antike Indien war vor dem Alexanderzug im späten 4. Jahrhundert v. Chr. insgesamt sehr lückenhaft und geprägt von oft märchenhaften Erzählungen. Seit dem Hellenismus bestanden engere Kontakte zwischen der antiken Mittelmeerwelt und Indien, was sich unter anderem in diplomatischen Beziehungen niederschlug (siehe Megasthenes, Dionysios und Daimachos), wenngleich diese aufgrund der großen Entfernung nie vollkommen kontinuierlich bestanden. Es entstanden aber mehrere Werke über Indien, in denen genauere Informationen einflossen (siehe Indika).
Von großer Bedeutung war der sich im Hellenismus entwickelnde Handel zwischen dem ptolemäischen Ägypten und Indien auf dem Seeweg. Der Fernhandel zwischen der Mittelmeerwelt und Indien wurde in der römischen Kaiserzeit noch bedeutend intensiviert. Für die römisch-indischen Beziehungen stehen mehrere Quellen zur Verfügung, wobei der Periplus Maris Erythraei von besonderer Bedeutung ist. In diesem werden auch die wichtigsten indischen Häfen genannt, die als Hauptumschlagplätze fungierten, darunter Barbarikon (im Indusgebiet) und Poduke (in Südindien). Handelsrouten zwischen Indien und dem Westen verliefen in dieser Zeit sowohl über Land als auch (vor allem seit Erschließung der Monsunrouten Ende des 2. Jahrhunderts v. Chr.) über den Seeweg. Bereits die Ptolemäer hatten Handel mit Indien betrieben und sich anscheinend der Kenntnisse indischer Lotsen bedient, wobei in dieser Zeit die Insel Sokotra sowie der Hafen von Aden in Himyar wichtige Drehpunkte waren. Ein zentraler Punkt war bereits hier die Verknüpfung politischer und fiskalischer Interessen, wobei die Ptolemäer durch Abgaben von der maritimen Wirtschaft profitierten.
Die Überlandrouten der Kamelkarawanen über die sogenannte Seidenstraße waren recht verästelt, trafen aber im arabisch-syrischen Raum zusammen. Die Hauptrouten führten in China von Xi’an über Lanzhou weiter nach Westen, teilte sich dann in eine nördliche (nördlich der Taklamakan über Turfan) und eine südliche Route (über Dunhuang und Yarkand), die sich wieder in Kaschgar trafen. Es ging weiter über Marakanda durch das nördliche Persien, dann über Mesopotamien und Syrien (wobei Palmyra ein wichtiger Knotenpunkt war) ans Mittelmeer nach Antiochia am Orontes. Abzweigungen der Seidenstraße führten auch nach Indien und bildeten mit den Routen weiter nach Westen ein weitgespanntes Handelsnetzwerk.

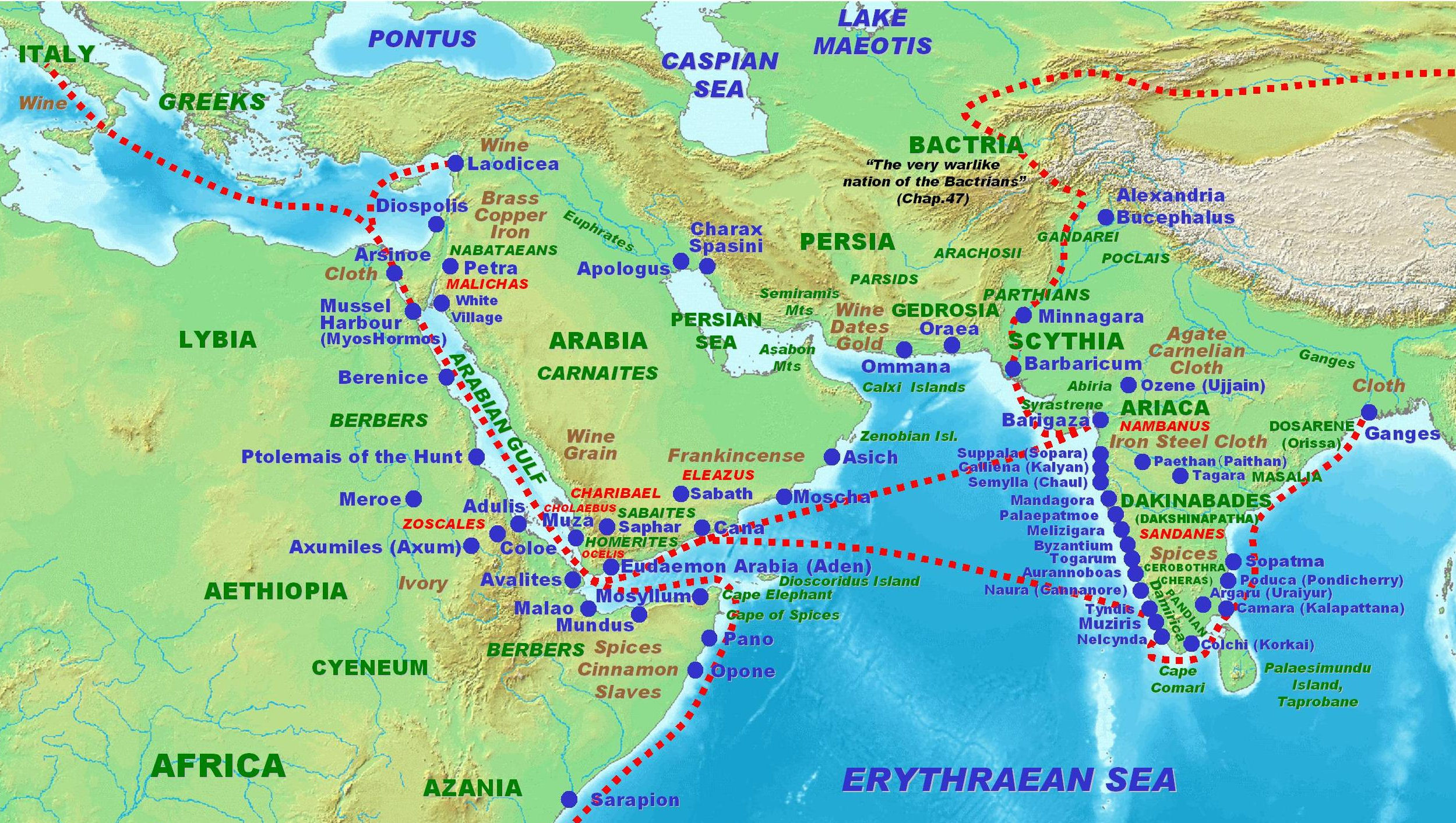
Dargestellte Handelswege nach dem Periplus Maris Erythraei aus dem 1. Jahrhundert n. Chr.

Der Handel über den Seeweg verlief vor allem vom Hafen Myos Hormos am Roten Meer ausgehend über Adulis, dann die Südküste der arabischen Halbinsel entlang bis zu den Häfen am Indus und weiter die indische Malabarküste hinab, später sogar bis nach Sri Lanka. Plinius der Ältere berichtet in diesem Zusammenhang von drei Seerouten nach Indien (Mitte des 1. Jahrhunderts): Eine führte am Vorgebirge Syagron (Ras Fartak) an der arabischen Südküste vorbei und endete im bereits erwähnten Hafen Barbarikon am Indus, die zweite ging von Syagron nach Zigeros an der indischen Westküste, die dritte schließlich ging vom arabischen Okelis nach Muziris im südwestlichen Indien.
Strabon zufolge unternahmen bereits zur Zeit des Augustus an die 120 Schiffe jedes Jahr die Reise nach Indien, um mit Waren zurückzukehren, die dann nach Alexandria und weiter ins Reich importiert wurden. Bei den importierten Handelsgütern (aus Indien und anderen Aufenthalten unterwegs) handelte es sich vornehmlich um Luxuswaren, vor allem Gewürze, Seide aus dem „Land der Serer“ (Kaiserreich China), Edelsteine, Perlen und Elfenbein; nach Indien exportiert wurden unter anderem Keramikprodukte, Glaswaren und Textilprodukte. Es ist nicht davon auszugehen, dass die Handelsbilanz ausgeglichen war; die von den Römern aufgewendeten Geldmittel dürften beträchtlich gewesen sein. Plinius der Ältere beziffert die jährlichen Ausgaben für Waren aus Indien, China und Arabien auf 100 Millionen Sesterzen. Allerdings wird in der jüngeren Forschung diese Bewertung kritischer betrachtet, da ein nicht kleiner Teil davon über Abgaben etc. wieder dem Staat zufloss. Der Luxushandel war für die jeweiligen römischen Händler zudem offenbar auch sehr profitabel. Der antike Indienhandel wird aufgrund der damit verbundenen Vernetzung der unterschiedlichen Räume als eine frühe Form der Globalisierung betrachtet.
Der recht intensive Handelsverkehr zwischen dem Römerreich und Indien wurde im Zusammenhang mit der Reichskrise des 3. Jahrhunderts und dem Aufstieg des neupersischen Sassanidenreichs im 3. Jahrhundert zunächst unterbrochen bzw. war in dieser Zeit stark rückläufig. Der lukrative Indienhandel nahm aber in der Spätantike wieder zu; dieser erfolgte nun vor allem auf dem Seeweg und wurde zu einem nicht geringen Teil von persischen Zwischenhändlern kontrolliert. Davon abgesehen war der Waren- und auch Ideenaustausch zwischen Ost und West in der gesamten Spätantike gegeben; ebenso bestanden weiterhin Überlandrouten. Im spätantiken Zentralasien spielten die Sogdier beim Seidenhandel eine wichtige Rolle, doch konnten sie diesen aufgrund persischen Widerstands nicht nach Westen öffnen (siehe Maniakh); die Perser bestanden darauf, den Seidenhandel über Persien selbst zu kontrollieren. Ebenso waren in der hellenistischen Zeit bis in die späte hohe Kaiserzeit indische Händler im westlichen Indischen Ozean und wohl auch im Roten Meer aktiv.
Die Sassaniden scheinen intensive Handelskontakte mit Indien unterhalten und Teile des Handels monopolisiert zu haben; persische Händler scheinen auch in China selbst aktiv gewesen zu sein. Die ohnehin latent immer vorhandenen Konfliktpunkte zwischen Ostrom und Persien (siehe auch Römisch-Persische Kriege) wurden dadurch weiter befeuert. In diesem Kontext ist auch das oströmische Eingreifen zugunsten des christlichen Reichs von Aksum in Südarabien um 525 zu sehen (siehe Ella Asbeha), da hier wichtige Handelsrouten zwischen Ost und West verliefen. Das Handelsvolumen scheint aber auch in der Spätantike zumindest bis ins 6. Jahrhundert nicht unerheblich gewesen zu sein, wobei der Hafen von Berenike nun weitgehend die Rolle von Myos Hormos einnahm.

## Indienhandel in der Frühen Neuzeit

### Ausgangslage
Mit dem Aufkommen des Islam und den arabischen Eroberungen im 7. und 8. Jahrhundert wurde der Indienhandel zunächst fast vollständig gekappt, zumal das um sein Überleben kämpfende byzantinische Reich nicht mehr über ausreichende Mittel verfügte bzw. andere Prioritäten setzte und sich zudem andere Handelsrouten herausbildeten. Der Indienhandel mit dem Westen befand sich während des Mittelalters unter Kontrolle muslimischer Händler. Ihnen kam zugute, dass der Raum des Indischen Ozeans – einschließlich der ostafrikanischen Küste und Südostasien – seit Mitte des 14. Jahrhunderts einen einheitlichen Handels- und Wirtschaftsraum bildete. Im Bereich des Indischen Ozeans agierten arabische, persische und indische Händler anscheinend kooperativ nebeneinander.
Güter wie Gewürze, Seide und Edelsteine wurden von Indien in den Persischen Golf und in das Rote Meer transportiert. Von dort aus ging es über Land weiter in die Levante, wobei auch Massengüter exportiert wurden. Die Waren gelangten dann vor allem über den Knotenpunkt Venedig weiter in das christliche lateinische Europa. Pfeffer war im 15. Jahrhundert eines der gefragtesten Gewürze in Europa. Der Hauptanteil der Gesamtproduktion fand in Indien statt (über 6.000 Tonnen in der Zeit um 1515/20). Nur ein Bruchteil des indischen Pfeffers gelangte nach Europa; der Großteil kam auf den asiatischen Markt und wurde vor allem nach China exportiert.

### Die Öffnung des Handelsraums im Indischen Ozean durch die Portugiesen und derEstado da India

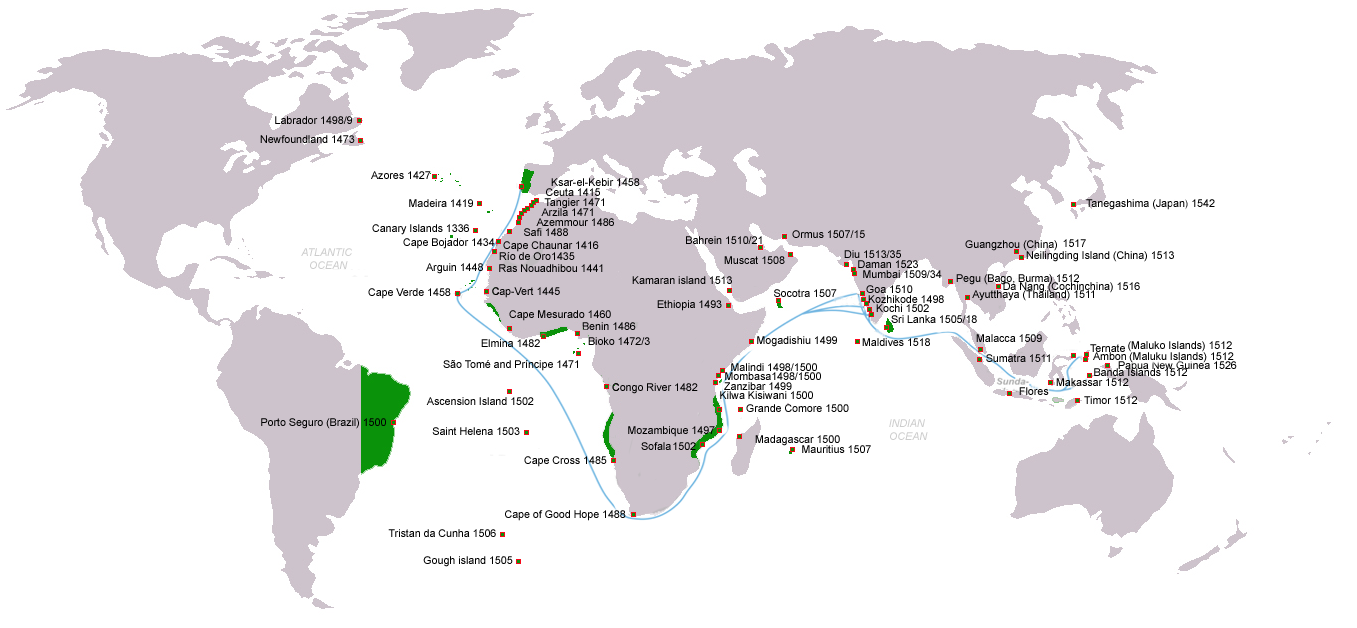
Portugiesische Entdeckungsfahrten, Stützpunkte und Besitzungen (15. bis 16. Jahrhundert).

Um die muslimischen Zwischenhändler auszuschalten, waren die Europäer an der Wende vom 15. zum 16. Jahrhundert bestrebt, den Seeweg nach Indien um Afrika herum zu entdecken. Das Königreich Portugal spielte hierbei eine zentrale Rolle. Nach der Eroberung Ceutas im Jahr 1415 waren portugiesische Seefahrer immer weiter entlang der afrikanischen Westküste vorgestoßen, wobei die Krone frühzeitig wirtschafts- und handelspolitische Interessen verfolgte (unter anderem die Suche nach Goldvorkommen). 1434 umrundeten die Portugiesen das als unpassierbar geltende Kap Bojador, 1460 wurde Sierra Leone erreicht, zu Beginn der 1480er Jahre der Kongo und 1488 das Kap der Guten Hoffnung.
Die Reise nach Indien selbst gelang zuerst Vasco da Gama, dessen Fahrt durch das Tagebuch eines Teilnehmers (Roteiro) gut dokumentiert ist (in der Folgezeit kamen weitere Berichte europäischer Seefahrer und Händler hinzu, wie z. B. von Duarte Barbosa), der im Mai 1498 Kalikut an der Malabarküste erreichte. Es folgten weitere Fahrten der Portugiesen sowohl im Atlantik als auch im gesamten Raum des Indischen Ozeans, was den Erfahrungshorizont der Europäer erheblich erweiterte und zudem einen Kulturtransfer in Gang setzte; Portugal wurde zu einer überseeischen Großmacht.
Durch diese Fahrten der Portugiesen (siehe auch Portugiesische Indien-Armadas) war die Öffnung des asiatischen Seeraums für die Europäer gelungen; damit war die Grundlage für die anschließende europäische Expansion im asiatischen Raum gelegt. Dieser Prozess war in Indien allerdings teilweise von Spannungen zwischen den christlichen Europäern, den ansässigen muslimischen Händlern und den indischen Regionalherrschern geprägt. So kam es etwa zwischen da Gama und dem Herrscher von Kalikut (dem Samorin) zur offenen Auseinandersetzung, wobei die Portugiesen militärisch überlegen waren. Auf die Frage zweier Muslime, was die Portugiesen in Indien zu tun hätten, antwortete da Gama knapp, sie würden Christen und Gewürze suchen. Erschwerend kamen christlichen Missionierungsversuche hinzu, zumal das Handeln der portugiesischen Krone zunächst auch von der Kreuzzugsidee geprägt war.
Bereits im ersten Drittel des 16. Jahrhunderts erfolgte die systematische Errichtung von Stützpunkten (oft mit Faktoreien) zur Absicherung des Handelsverkehrs entlang der westafrikanischen (wo bereits punktuell Stützpunkte vorhanden waren) und der ostafrikanischen Küste, in Indien und Südostasien. Daraus entstand letztlich ein portugiesisches Überseereich, der Estado da India mit dem Hauptsitz in Goa, das 1510 erobert wurde. 1506 landeten die ersten Portugiesen auf Sri Lanka (wo begehrtes Zimt angepflanzt wurde) und begannen in den folgenden Jahrzehnten dort ebenfalls mit dem Aufbau von Stützpunkten und Bündnissen. Nachdem sie 1511 Malakka erobert hatten, kontrollierten die Portugiesen zudem den westlichen Seeweg zu den Gewürzinseln (Molukken), deren exotische Gewürze vom europäischen bis in den islamischen Raum überaus begehrt waren und deren Handel reiche Gewinne einbrachte, wobei die Portugiesen bald mit anderen europäischen Mitspielern konkurrierten. Indirekt öffnete sich nun den Portugiesen auch das Tor in das Kaiserreich China, wohin kurz darauf eine erste portugiesische Gesandtschaft unter Tomé Pires aufbrach, deren Mission aber katastrophal scheiterte.
Der Handel mit Indien war überaus profitabel, zumal Indien von der Bevölkerungszahl und der Wirtschaftskraft einer der größten Märkte der damaligen Welt war. Die raschen Erfolge der Portugiesen erklären sich unter anderem mit ihrer waffentechnischen Überlegenheit zur See. Bei ihrer Ankunft um 1500 befanden sich im Indischen Ozean faktisch kaum Kriegsschiffe, noch dazu mit Kanonen, während die portugiesischen Schiffe allesamt bewaffnet waren. Mehrmals gelang es den Portugiesen auch später noch, feindliche Schiffe bei Kampfhandlungen erfolgreich auszuschalten.
Der Estado da India – der vor allem das Werk des energischen Afonso de Albuquerque war – war kein typisches Kolonialreich, sondern in erster Linie ein Stützpunktesystem; nirgendwo reichte der portugiesische Einfluss mehr als einige Meilen weit in das Landesinnere. Den Portugiesen ging es in Asien vor allem um profitablen Handel und dessen Absicherung, nicht um territoriale Eroberung. Dieses vergleichsweise „geringe Profil“ war insofern hilfreich, als dass die politischen Verhältnisse vor Ort eher am Rande tangiert wurden, trotz der erwähnten Spannungen bei Beginn des portugiesischen Vorstoßes in den Indischen Ozean, wobei die Portugiesen die politischen Lokalkonflikte geschickt ausnutzten. Für das im 16. Jahrhundert entstehende Mogulreich und für andere regionale Herrscher stellte die portugiesische Präsenz aber keine Bedrohung dar (die Militärkraft der Mogulkaiser war ungleich größer) und man verständigte sich bald. Die maritime militärische Überlegenheit der Portugiesen war auf dem Festland nicht gegeben und die Portugiesen selbst begnügten sich mit ihrer Position als privilegierte Handelsherren, mit denen auch regionale Herrscher kooperierten.

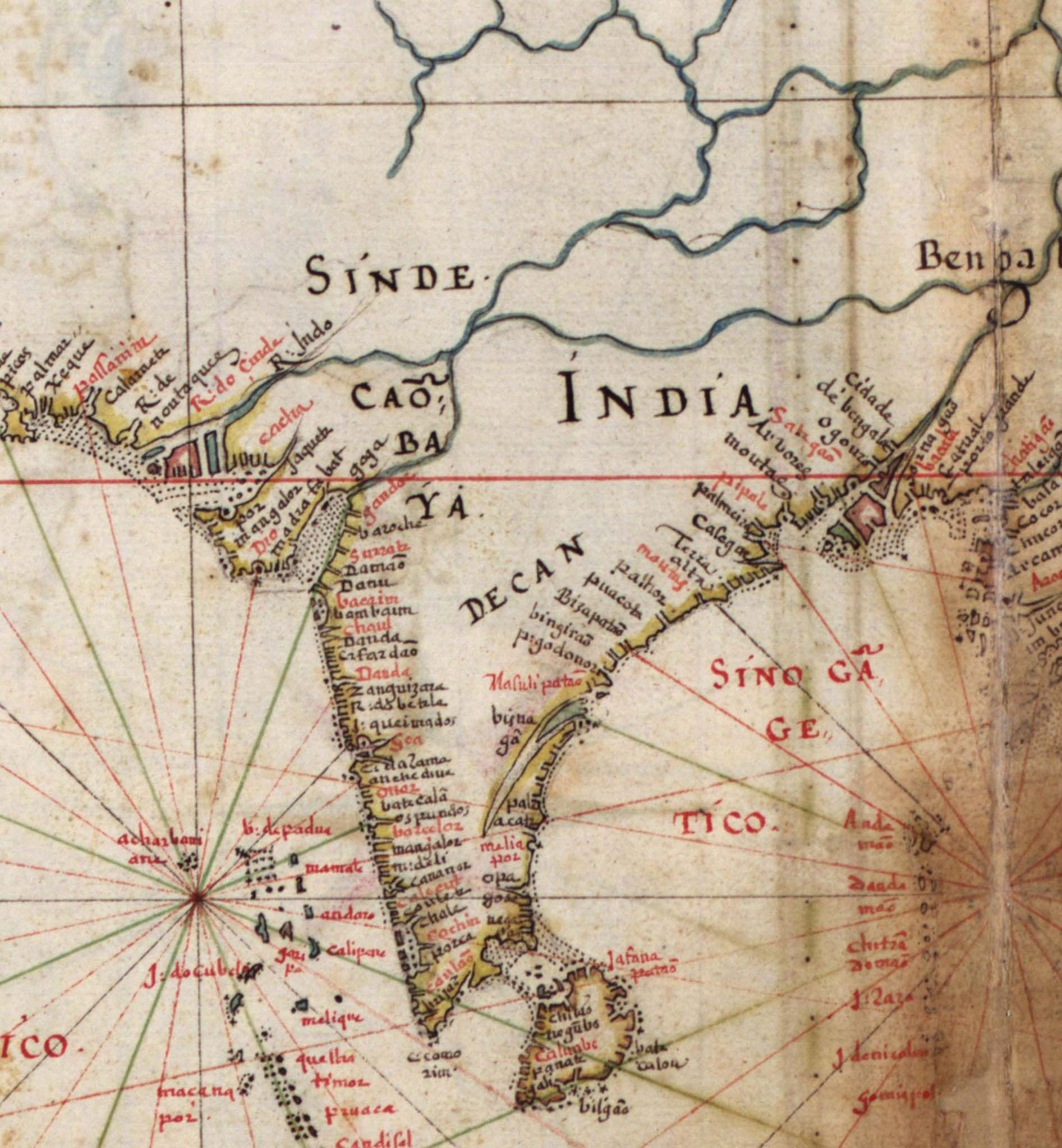
Karte Portugiesisch-Indiens aus dem Jahr 1630

Mit der Casa da Índia wurde eine königliche Zentralbehörde für die Verwaltung der Überseeterritorien geschaffen und der Indienhandel (nicht zuletzt mit Pfeffer und anderen Gewürzen) streng kontrolliert. Sie wurde zur wichtigsten ökonomischen Einrichtung der portugiesischen Krone, die über ein halbes Jahrhundert lang den Indienhandel als staatliches Unternehmen betrieb. Ziel der portugiesischen Krone war von Beginn an die Monopolisierung des Pfeffer- und Gewürzhandels in Asien, um so den Levantehandel zu unterbinden. Das war überaus ehrgeizig und es zeigte sich schon bald, dass dies realpolitisch mit den zur Verfügung stehenden Ressourcen nicht umzusetzen war. Dazu hätte sowohl das Rote Meer als auch der Persische Golf gesperrt werden müssen, doch im letzteren Fall wurde dies, obwohl die Portugiesen von 1515 bis 1622 Hormus kontrollierten, nie ernsthaft versucht, da man das Safawidenreich als Bündnispartner gegen das Osmanische Reich gewinnen wollte. Auch der möglichst billige Aufkauf von Pfeffer bei indischen Händlern brachte keinen Erfolg, da diese den Portugiesen nun eher minderwertigen Pfeffer anboten, weshalb die Portugiesen ihre Einkaufssummen bald wieder erhöhten. Das königliche Monopol fiel offiziell erst 1570; anschließend schloss Portugal Verträge mit privaten Investoren ab. Das königliche Monopol war aber bereits zuvor vor Ort teils unterlaufen worden. Ein Grund dafür war, dass die von der Krone zur Verfügung gestellten Mittel für die portugiesische Überseebesitzungen in Asien unzureichend waren. Die Interessen der Krone und der portugiesischen Verwaltung in Goa verliefen hierbei konträr zueinander.
Die lokale Besteuerung des Gewürzhandels spülte hingegen dringend benötigtes Geld in die Kassen der Verwaltung in Indien und schadete der Krone letztlich nicht, da Kontrolle und Besteuerung effektiv ausgeführt wurden. Die Besteuerung von Händlern an den diversen Umschlagplätzen, die Zollrate lag zwischen 6 und 8 %, war denn bald die wichtigste Einnahmequelle. Wohl am lukrativsten waren die Einnahmen aus der Handelsdrehscheibe Hormus. Um 1600 war der Estado da India wirtschaftlich autark und erwirtschaftete Überschüsse aus dem Handel und der Besteuerung vor Ort. Die Portugiesen verkauften an Händler Lizenzen (cartaz genannt), die ihnen den Handel gestatteten und brachten Handelsschiffe auf, deren Besitzer nicht darüber verfügten. Die zurückfließenden Einnahmen aus dem Export selbst fielen demgegenüber zumindest für die portugiesische Verwaltung in Indien weniger ins Gewicht. Posten in der Administration (an dessen Spitze ein Vizekönig stand) waren durchaus begehrt, da sie lukrativ waren. Die Portugiesen fungierten im späten 16./frühen 17. Jahrhundert auch als wichtige Zwischenhändler im Rahmen des Chinahandels.

### Europäische Konkurrenten der Portugiesen
Die Spanier konzentrierten sich nach der Entdeckung Amerikas hauptsächlich auf die Neue Welt und waren in Asien weniger aktiv als die Portugiesen. Allerdings bemühten auch sie sich zunächst um die Kontrolle der Molukken, bevor sie diesen Anspruch im Vertrag von Saragossa 1529 aufgaben. In der Forschung werden teils auch Parallelen zwischen dem Ausgreifen der Spanier nach Amerika und dem der Portugiesen in Asien (bis nach China) gezogen. Die wichtigste spanische Erwerbung im asiatischen Raum war die Eroberung der Philippinen (1564 bis 1572), benannt zu Ehren des spanischen Königs Philipp II. Philipp wurde, nachdem das portugiesische Königshaus erloschen war, im Jahr 1580 auch König von Portugal. Dies hatte aber nur begrenzt Auswirkungen auf Portugals Überseereich, da Philipp den portugiesischen Ständen 1581 zahlreiche Zugeständnisse machen musste, darunter die Auflage, dass im Estado da India weiterhin nur portugiesische Beamte eingesetzt werden durften und auch der Handel in portugiesischer Hand blieb. Es handelte sich nur um eine Personalunion, keine Realunion, die zudem 1640 wieder endete.

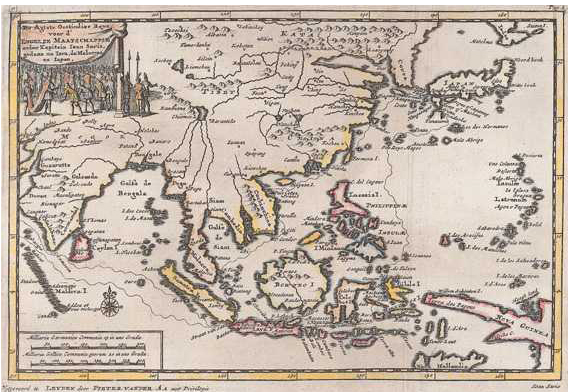
Historische Karte Südostasiens von 1713

Im Verlauf des 17. Jahrhunderts griffen die Republik der Vereinigten Niederlande und das Königreich England in die Verhältnisse im Indischen Ozean ein, vor allem in Form von Handelskompanien (Ostindien-Kompanien). Ein Ziel war die Zurückdrängung des portugiesischen (bzw. spanisch-portugiesischen) Einflusses, in erster Linie ging es aber um einen Anteil am lukrativen Indienhandel, der eingebettet war in den globalen Handelsstrukturen der Frühen Neuzeit. Portugals Einfluss im Indischen Ozean nahm im frühen 17. Jahrhundert beträchtlich ab, wofür es mehrere Gründe gab. Die portugiesische Militärpräsenz war im Estado da India nie allzu ausgeprägt gewesen, wohingegen die niederländische und englische Konkurrenz waffentechnisch auf dem gleichen Stand war und erhebliche Ressourcen investierte. Um dagegenhalten zu können, war die punktuelle portugiesische Präsenz unzureichend, um den Gewürzhandel effektiv absichern zu können. Des Weiteren lockerte sich die Struktur des Estado da India immer weiter auf, so dass nach 1570 zunehmend die Kaufleute eine wichtige Rolle spielten, diese aber nicht die Interessen der portugiesischen Krone verteidigen konnten. Die konkurrierenden Ostindien-Kompanien hingegen konnte aufgrund ihrer finanziellen Potenz als Kapitalgesellschaften erhebliche Mittel mobilisieren. Weniger bedeutende europäische Konkurrenten im Indischen Ozean und Ostasien waren die Dänische Ostindien-Kompanie (es handelte sich um drei nacheinander existierende privilegierte Kompanien für den Asienhandel) und die Schwedische Ostindien-Kompanie.
Die neue Konkurrenz aus den Niederlanden und England setzte die Portugiesen zunehmend unter Druck, wobei es durchaus zu militärischen Auseinandersetzungen kam (gegen Piraten, unter den Europäern und gegen einheimische Fürsten); hinzu kam, dass die Niederländische Ostindien-Kompanie und die Britische Ostindien-Kompanie (EIC) gegenseitige Rivalen waren. Diese Handelsgesellschaften stellten einen neuen Typus von Akteur im Indienhandel dar und übten in diesem Kontext eine Doppelrolle aus.

„In der Heimat waren sie große Wirtschaftsunternehmen, die finanzkräftige Wirtschaftssubjekte an sich binden und eine bedeutende Rolle in Wirtschaft und Gesellschaft spielen konnten. In Asien stellten sie souveräne Mächte dar, die nicht nur in der Lage waren, Handelsnetzwerke aufzubauen, sondern Verträge aushandeln und Kriege führen konnten.“

Beide Unternehmen waren bestrebt, am Gewürzhandel in Hinterindien zu partizipieren, dessen politische Landschaft recht zersplittert war, das Vorgehen unterschied sich jedoch. Die Niederländer bemühten sich von Anfang an, ein dauerhaftes Netzwerk zu organisieren, während die englische Kompanie ihre Fahrten zunächst weniger systematisch anlegte. Zwischen 1613 und 1617 kamen auf 51 Schiffsfahrten der Niederländer nur 29 Schiffe der englischen Konkurrenz.

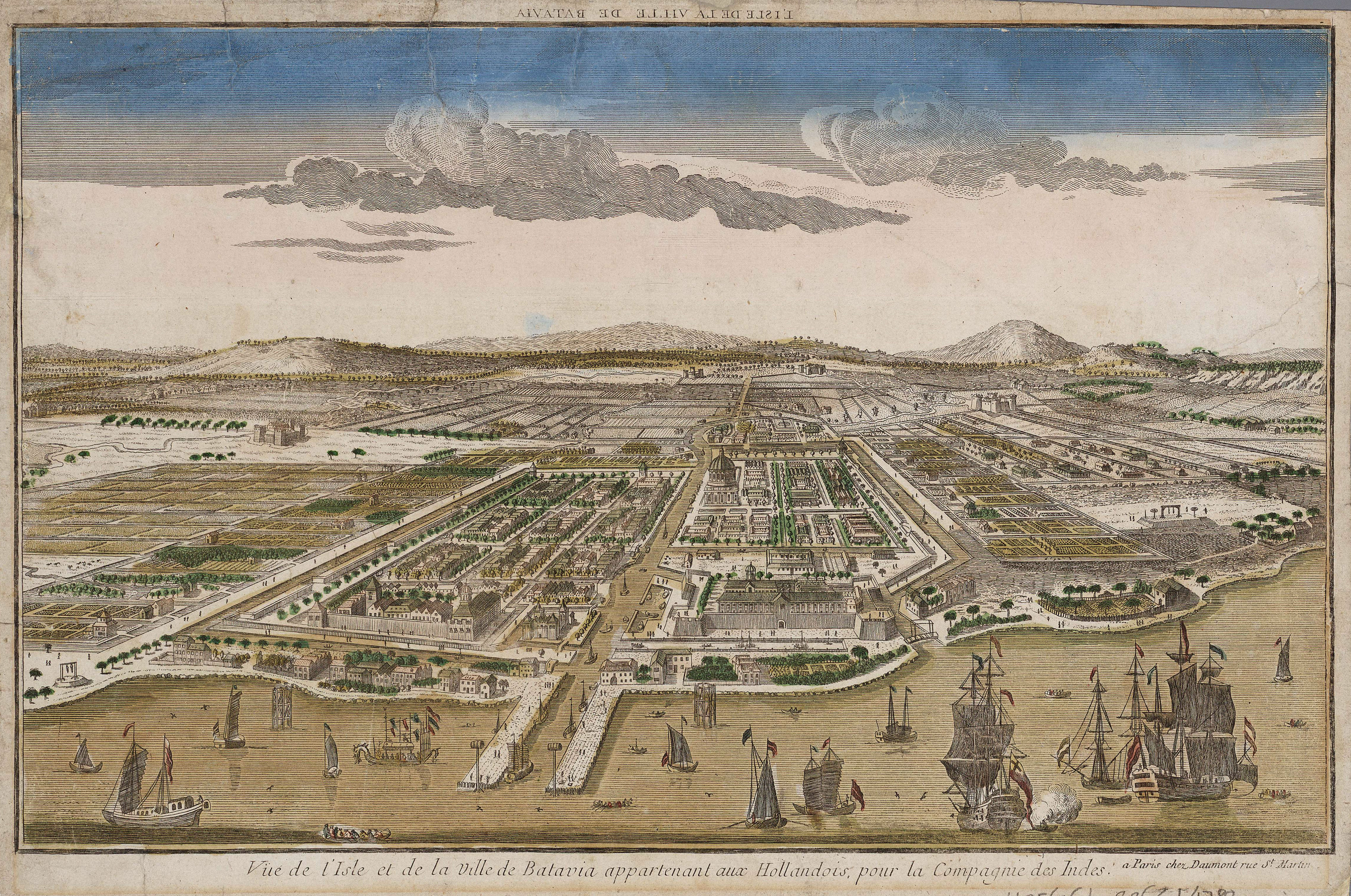
Ansicht von Batavia 1780

Seit 1619 war Batavia wichtigster Stützpunkt der Niederländer in Hinterindien, wobei sich dies auch gegen die in diesem Raum agierenden Engländer richtete. Der englische Versuch, sich im malaiischen Gewürzhandel festzusetzen, scheiterte schließlich am militärischen Widerstand der Niederländer, die geschickt tätig waren und den Portugiesen ernsthaft Konkurrenz machten. Die Niederländer errichteten in diesem Raum schließlich ein Kolonialreich (Niederländisch-Indien) mit dem Hauptsitz in Batavia, nachdem sie Mitte des 17. Jahrhunderts dort die Portugiesen verdrängt hatten. Bereits im frühen 17. Jahrhundert erlangten sie die Kontrolle über die östlichen Gewürzinseln, 1641 eroberten sie den wichtigen portugiesischen Stützpunkt Malakka und Mitte des 17. Jahrhunderts vertrieben sie die Portugiesen aus Sri Lanka. Portugal und England mussten sich schließlich zugunsten der Niederländer, die durchaus auch mit Gewalt gegen Konkurrenten und Einheimische agierten, aus Hinterindien zurückziehen. Die Engländer waren zwar bis Ende des 17. Jahrhunderts bestrebt, sich Pfeffer aus Sumatra zu beschaffen, letztlich waren hier aber die Niederländer erfolgreich und sperrten den Zugang.
Niederländer und Engländer traten außerdem auf dem indischen Subkontinent als Konkurrenten Portugals auf. Beide verfügten in diesem Zusammenhang über genügend Kapital zur Finanzierung ihrer Unternehmungen, wenngleich zu Beginn die Niederländer über eine bessere Kapitalausstattung verfügten, was die englische Ostindien-Kompanie nachhaltig schwächte. Sie wurde 1657 grundlegend neu organisiert, verfügte aber auch zu diesem Zeitpunkt nur über etwas mehr als die Hälfte der Einlagen wie das niederländische Konkurrenzunternehmen, hinzu kam die zunächst unzureichende politische Unterstützung in der Heimat. Beide Kompanien verfügten zudem über ein ausreichend großes militärisches Potential, um nicht von den Portugiesen ausgeschaltet zu werden (wie diese es mit ihrer muslimischen Konkurrenz zu Beginn des 16. Jahrhunderts gemacht hatten) und andererseits selbst Druck auszuüben. Die Niederländer betrieben eine Doppelstrategie aus Handel und Militäraktionen. Sie waren unter anderem erfolgreich im wichtigen indischen Textilhandel tätig und gewannen schließlich auch einen gewissen Einfluss am Mogulhof; des Weiteren blockierten sie zwischen 1636 und 1646 den saisonalen Handel in Goa mit ihren Schiffen. Um 1660 kontrollierten die Niederländer, die ohnehin über die am weitesten entwickelte zeitgenössische Wirtschaft verfügten, weitgehend den Zimthandel aus Sri Lanka und den Pfefferhandel der Malabarküste. In der Folgezeit ging die Bedeutung des Gewürzhandels jedoch langsam zurück, während der Textil- und Teehandel an Bedeutung zunahm; dies gilt sowohl für die Niederländer als auch für die Engländer.

Flagge der Britischen Ostindien-Kompanie 1707–1801

Die englische Ostindien-Kompanie hatte anfangs einen schweren Stand in Indien, da die Herrscher des mächtigen Mogulreichs zunächst nicht bereit waren, mit den Engländern zu kooperieren. Ein militärisches Vorgehen gegen die Moguln wäre aussichtslos gewesen, da diese über ein gewaltiges Heer und über eine der damals stärksten Wirtschaftskräfte der Welt verfügten. Das Verhältnis änderte sich erst langsam, als 1616 der englische Diplomat Thomas Roe nach einer langen Vorlaufzeit erfolgreich mit dem Mogulhof verhandelte und überaus günstige Handels- und Zollkonditionen für die englische Ostindien-Kompanie verbrieft bekam. Anschließend engagierte sich die Engländer im Textilhandel und erhielten die Genehmigung für entsprechende Faktoreien, wobei sie wiederum in Konkurrenz zu den Niederländern traten. In der Folgezeit erhielt die englische Ostindien-Kompanie, die seit 1707 als Britische Ostindien-Kompanie agierte, weitere Privilegien für ihr Indiengeschäft und wurde diesbezüglich auch von der englischen Krone gefördert. Seit der zweiten Hälfte des 17. Jahrhunderts konzentrierte sich das Unternehmen vor allem auf Bengalen, das zum Kerngebiet des sich formierenden Handelsimperiums wurde. Bengalen war eine der wirtschaftlich wichtigsten Regionen Indiens und sogar ganz Asiens, da es ein großer Lebensmittel- (Reis, Getreide, Fische, Kühe und auch Zucker) und Baumwolllieferant war. Die ertragreiche Baumwoll- und Leinenhandel wurde der wirtschaftliche Eckpfeiler der britischen Ostindien-Kompanie, die immer mehr Kontrolle über die indische Textilindustrie gewann, womit letztlich weder die Portugiesen noch die Niederländer mithalten konnten.
Die Bandbreite der gehandelten Güter vergrößerte sich im Laufe der Zeit immer mehr, so neben Gewürzen und Textilwaren auch Kaffee, Tee und Porzellan. Die englische Ostindien-Kompanie verzeichnete in der ersten Hälfte des 18. Jahrhunderts einen durchgehenden Gewinnzuwachs, der sich vor allem aus dem Textilhandel (der in der Bedeutung den Gewürzhandel längst überragte) und zunehmend aus dem Teehandel speiste. Das Unternehmen operierte im späten 17. und dann im 18. Jahrhundert nicht nur wirtschaftlich, sondern auch militärisch-politisch sehr erfolgreich. Zwischen 1639 und 1690 erlangte die Kompanie die Kontrolle über Madras, Bombay (einen der besten Häfen an der indischen Westküste) und Kalkutta.
Nun setzte auch eine zunehmende Militarisierung des Unternehmens ein, um einerseits aktiv der niederländischen Konkurrenz effektiv zu begegnen und sich zugleich gegenüber dem Mogulreich zu behaupten, das im 18. Jahrhundert eine Schwächephase durchlief. Mit dem Mogulhof konnte 1717 auf diplomatischen Weg eine Übereinkunft erzielt werden, der die Interessen der britischen Ostindien-Kompanie durch die Erteilung weiterer Privilegien Rechnung trug. Die Bedeutung der Kompanie auf wirtschaftlicher und politischer Ebene in Indien nahm seit dem späten 17. Jahrhundert immer mehr zu. Wenngleich die Niederländer weiterhin in Indien Handel trieben, sollten sie nie den politischen Einfluss erreichen, wie ihn die Britische Ostindien-Kompanie kontinuierlich vor allem im 18. Jahrhundert gewann. Die Briten erlangten in diesem Zusammenhang eine zunehmende territoriale Kontrolle auf dem indischen Subkontinent.
Es muss in diesem Zusammenhang hervorgehoben werden, dass die britische Politik in Indien fast ausschließlich durch die britische Ostindien-Kompanie und nicht etwa durch die britische Krone vertreten wurde. Die Ostindien-Kompanie genoss in Indien mit der Zeit eine Machtfülle, über die kein anderes Wirtschaftsunternehmen vorher oder nachher verfügte; wirtschaftlich, politisch und militärisch wurde sie im 18. Jahrhundert zur bestimmenden Macht des Subkontinents.

### Die Vorherrschaft der Briten in Indien

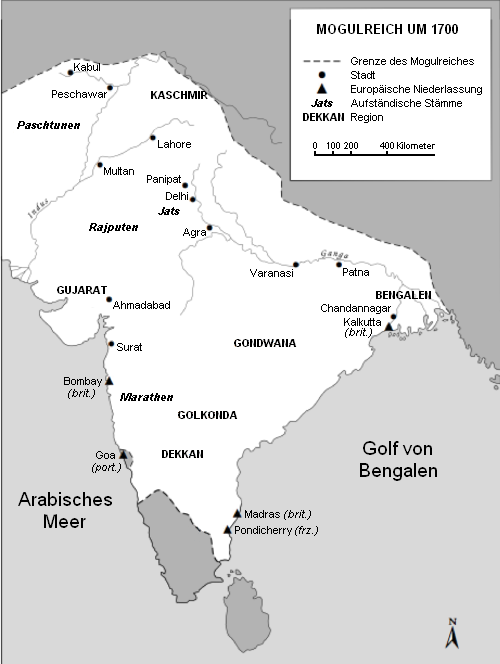
Mogulkaiserreich um 1700

Der Hauptkonkurrent der Briten in Indien Mitte des 18. Jahrhunderts war das Königreich Frankreich. Wenngleich die seit dem späten 17. Jahrhundert tätige Französische Ostindienkompanie nie die Bedeutung der niederländischen oder englischen Kompanien erreichte (der Gewürzmarkt war zu diesem Zeitpunkt längst aufgeteilt), waren die Franzosen auch aufgrund des kolonialen Konkurrenzgedanken in Indien gegen die Engländer aktiv. In diesem Sinne unterstand die französische Kompanie einer straffen staatlichen Aufsicht. Es bestanden erhebliche Spannungen zwischen England und Frankreich, wobei sich Joseph François Dupleix, der Generalgouverneur von Französisch-Indien, seinem englischen Kontrahenten Robert Clive letztlich nicht gewachsen zeigte.
Endpunkt dieser Entwicklung war der Siebenjährige Krieg (1756 bis 1763), der global geführt wurde und auch Indien erfasste. Grundsätzlich waren die britische und französische Kompanie nicht an längeren und großflächigen Kampfhandlungen in Indien interessiert, da diese sehr kostspielig waren und die Unternehmen Gewinne erwirtschaften mussten. Aus diesem Grund setzten beide Seiten verstärkt auf angeworbene lokale Söldner bzw. Aushebungen. Andererseits boten erfolgreiche Kämpfe die Möglichkeit für territoriale Erweiterungen und (darauf kam es hierbei besonders an) für die sich daraus ergebene Besteuerung der neuen Gebiete.
Im Juni 1757 schlug Clive den Mogulstatthalter von Bengalen in der Schlacht bei Plassey, die Franzosen selbst konnten den Briten nicht mehr gefährlich werden. Die Kompanie profitierte erheblich vom Frieden von Paris (1763), in dem Frankreich seine kolonialen Besitzungen weitgehend einbüßte. Großbritannien wurde zur unumstrittenen kolonialen Großmacht, während Indien nun faktisch britischer Kontrolle unterstand, wenngleich formal weiterhin ein Mogulkaiser in Delhi auf dem Thron saß. Dieser war auch militärisch keine Bedrohung mehr, zumal die Gesellschaft um 1800 in Indien rund 260.000 Mann einheimische Truppen unter Waffen hatte (die britischen Offizieren unterstanden) und damit über doppelt so viele Soldaten wie das königliche britische Heer verfügte.
Mitte des 18. Jahrhunderts unterstanden den drei gleichrangigen Hauptsitzen der britischen Ostindien-Kompanie Bombay, Madras und Kalkutta in Asien rund 170 befestigte und unbefestigte Stationen. Das Unternehmen etablierte im Laufe der Zeit eine größere und stetig expandierende Territorialherrschaft in Indien mit direkter lokaler Verwaltung, was etwa die Portugiesen und Niederländer in dieser Form nie ernsthaft versucht hatten. Damit entstand eine Kolonialagentur und letztlich ein von der Ostindien-Kompanie aufgebaut britisches Kolonialreich in Indien. Dies wurde nicht zuletzt durch den Niedergang des Mogulreichs im 18. Jahrhundert ermöglicht. Im Anschluss an den Sieg im Siebenjährigen Krieg garantierte die britische Krone der Ostindien-Kompanie ein Quasi-Monopol, die in Indien Rohstoffe abbaute, Steuern eintreiben und den Indern wirtschaftlich Bedingungen aufzwingen konnte. Die große Selbstständigkeit der Kompanie führte zu Missständen, destabilisierte die lokalen Verhältnisse in Indien und war für die Einheimischen bedrückend; die Verwaltung war oft ineffizient und brutal agierend. Das Unternehmen geriet des Weiteren immer mehr unter Druck durch freie britische Händler, nachdem die Ostindien-Kompanie immer mehr Privilegien einbüßte. Der Tea Act von 1773 sollte der Gesellschaft Freiraum bei der Abwicklung des Handels in Nordamerika verschaffen, doch führten die Aktivitäten der Kompanie dort zur berühmten Boston Tea Party.
Der Teehandel spielte für die britische Ostindien-Kompanie im 18. Jahrhundert aufgrund stetig steigender Nachfrage eine immer größere Rolle und war potentiell sehr profitabel. Tee war ein Luxusprodukt, das ebenso wie Pfeffer und Textilien sehr gut für den Fernhandel geeignet war. Das Unternehmen kaufte den Tee aus China ein (über den Hafen von Kanton), finanziert mit den in Indien gewonnenen Ressourcen. Die Kompanie wiederum verschiffte Tee und in Indien gewonnene Rohbaumwolle nach England. So entstand ein komplexes, sich wechselseitig beeinflussendes Wirtschaftssystem im Rahmen des Indien- und Chinahandels. Dies brachte zwar Profite ein, doch wurden diese durch hohe Kosten oft wieder aufgefressen. Der Handel mit China ergab schließlich aufgrund chinesischer Handelsrestriktionen bzw. der eingeschränkten Absatzmöglichkeiten für britische Produkte auf dem chinesischen Markt sogar eine negative Handelsbilanz zuungunsten der Engländer. Dies war der zentrale Grund für den seit der zweiten Hälfte des 18. Jahrhunderts erfolgten Schmuggel von Opium, auf das die Kompanie ein Monopol besaß, nach China. Bezahlt wurde das Opium in China mit Silber, das die Briten wiederum für den Einkauf von Tee benutzten (siehe auch Chinahandel). Den Opiumhandel versuchte die chinesische Regierung schließlich zu unterbinden, was der Auslöser für den 1. Opiumkrieg 1839 bis 1842 war. Mit dem Friedensschluss von 1842 war unter anderem die Öffnung des chinesischen Markts für Opium aus Indien erzwungen worden.
Die unabhängige Position der Kompanie wurde bereits im späten 18. Jahrhundert beschnitten (Pitt’s India Act 1784) und ging endgültig im frühen 19. Jahrhundert verloren. 1813 büßte sie ihr Indienhandelsmonopol ein, 1834 das Chinahandelsmonopol. Die Territorialverwaltung über die indischen Besitzungen verlor die Kompanie nach dem Aufstand von 1857. Die Kompanie wurde 1858 aufgelöst und die Krone übernahm die direkte Kontrolle in Indien (Britisch-Indien).

### Handelsstrukturen und Güter des Indienhandels

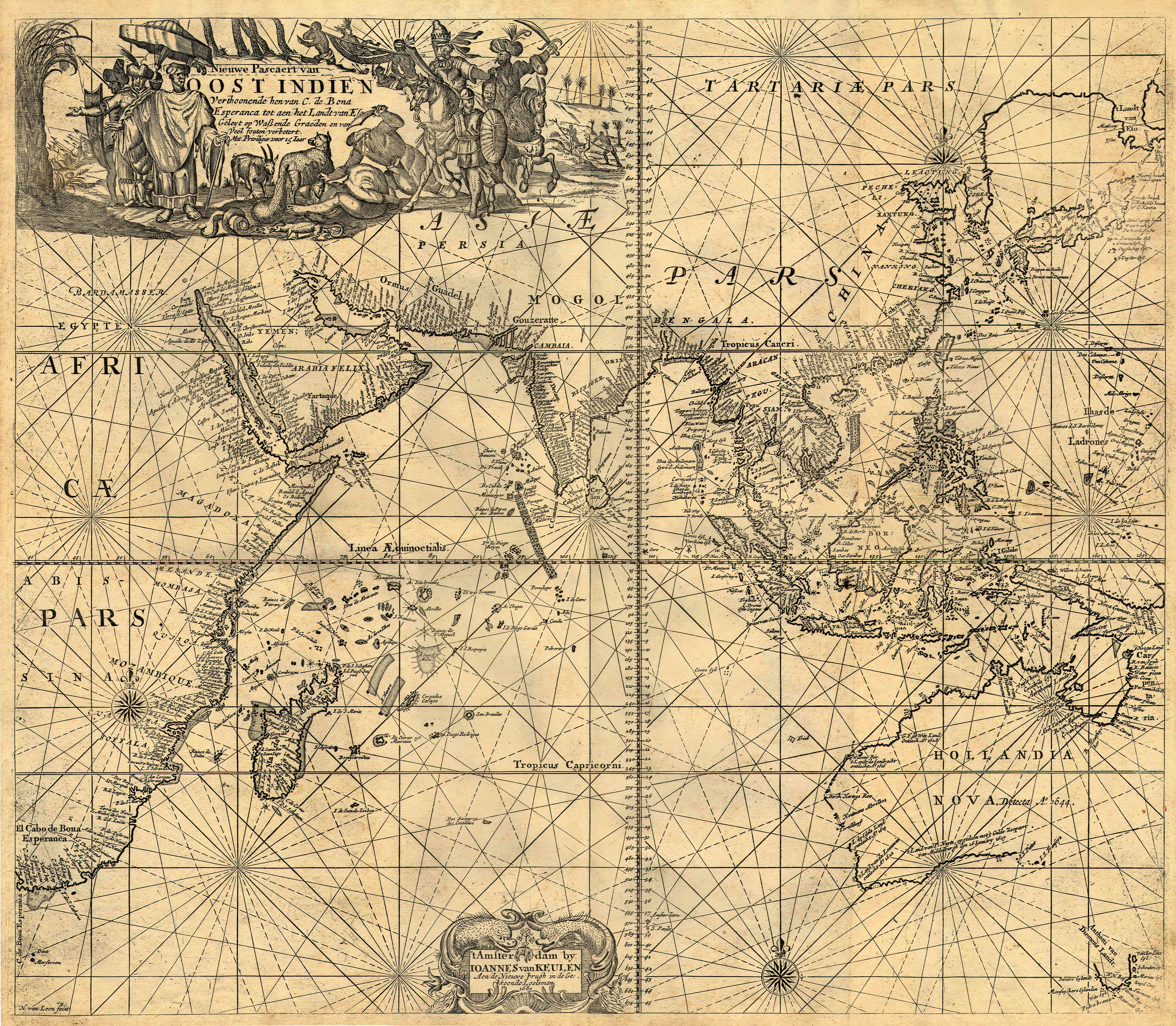
Karte der Niederländischen Ostindien-Kompanie

Die Europäer stießen im Indischen Ozean auf einen voll entwickelten Wirtschaftsraum, der von der ostafrikanischen Küste bis Südostasien reichte und dessen politisch, kulturell, religiös und wirtschaftlich heterogen geprägten Regionen über den See- und Binnenlandhandel miteinander verknüpft waren. Die politischen und wirtschaftlichen Entwicklungen verliefen freilich sehr unterschiedlich in den verschiedenen Regionen. Indien beispielsweise war vom Gegensatz eines weitgehend muslimisch beherrschten Nordens und eines hinduistischen Südens geprägt, ebenso variierten die jeweilig angebotenen Handelsgüter und die Märkte für den regionalen Handel, den Binnen- oder Seehandel. Hauptumschlagplätze waren Aden, Hormus sowie die indischen Häfen in Gujarat und an der Malabarküste; in Südostasien war Malakka von Bedeutung. Im Rahmen der Fernhandelsnetzwerke hatten lokale Mittelsmänner und Geldwechsler eine wichtige Funktion.
Im Handel ist zwischen der weiterhin fortlaufenden indischen Handelsschifffahrt (zu trennen vom Inlandshandel, der ein komplexes Wirtschaftssystem von Subsistenzwirtschaft und kommerzialisierten Handel darstellte), deren Absatzmarkt der asiatische Raum um den Indischen Ozean mit den Anrainergebieten blieb, und dem Fernhandel nach Europa zu unterscheiden. In beiden Fällen wurde eine erhebliche Bandbreite an Gütern gehandelt, die aus der gesamten Region des Indischen Ozeans stammten. Im Innerasienhandel waren dies etwa Getreide, Reis, Öl, Baumwolle, gefertigte Textilprodukte, Seide, Tee, Elfenbein, Metallwaren, Rohstoffe, Pferde und Gewürze, um nur einige Beispiele zu nennen. Der indische Seehandel im Indischen Ozean, der stark von Kooperation der verschiedenen Händler geprägt war, war auch im 16. und 17. Jahrhundert ein wichtiger Faktor, der neben der europäischen Konkurrenz bestehen blieb. Luxusgüter hatten in diesem Zusammenhang einen eher geringe Anteil am Gesamtvolumen, wenngleich sie hohe Profite abwarfen. Hauptsächlich wurde mit Massenwaren gehandelt.
Hauptexportgut Indiens im Fernhandel waren grobe Stoffe (Wolle und Baumwolle), die nach Südostasien und in den Raum des Roten Meeres exportiert wurden und dort vor allem an ärmere Schichten verkauft wurden. Im Gegensatz dazu transportierten die europäischen Händler zu Beginn in der Regel höherwertige Produkte (wie Seide), weshalb hier auch zunächst keine Konkurrenz entstand. Niederländer und Engländer engagierten sich bald aber ebenfalls im Textilhandel (siehe oben), der schließlich den Gewürzhandel in seiner Bedeutung übertreffen sollte. Indien exportierte außerdem große Mengen an Nahrungsmittel, vor allem Getreide und Reis, das für die Europäer keine Rolle spielten. Dagegen handelten die Europäer mit Pfeffer, Muskatnüssen, Zimt und anderen Gewürzen, die, wie Textilien, sehr gut für den Fernhandel geeignet waren. Hinzu kamen unter anderem Kaffee und Zucker sowie aus dem chinesischen Raum Porzellanprodukte und seit dem späten 17. Jahrhundert vor allem Tee.
Generell verschoben sich im Laufe der Zeit die Prioritäten bei den Exportgütern von Asien nach Europa. Gewürze spielten zunächst eine zentrale Rolle, ebenso wie bei den Handelskompanien zunehmend Textilien und später schließlich Tee und Kaffee. Der zu Anfang so umkämpfte Gewürzhandel hingegen verlor im Laufe der Zeit tendenziell an Bedeutung. Die diesbezüglichen prozentualen Anteile der Produkte am Gesamtexport aus Asien nach Europa sind dafür recht aufschlussreich.
| Produkt        | 1513/19 | 1608/10 |
| -------------- | ------- | ------- |
| Pfeffer        | 80 %    | 68 %    |
| andere Gewürze | 18,4 %  | 10,9 %  |
| Textilien      | 0,2 %   | 7,8 %   |
| Indigo         | 0 %     | 7,7 %   |
| andere Güter   | 1,4 %   | 4,6 %   |

| Produkt                | 1619/21 | 1778/80 |
| ---------------------- | ------- | ------- |
| Pfeffer                | 56,4 %  | 11 %    |
| andere Gewürze         | 17,6 %  | 24,4 %  |
| Textilien und Rohseide | 16,1 %  | 32,7 %  |
| Kaffee und Tee         | 0 %     | 22,9 %  |
| andere Güter           | 9,9 %   | 9 %     |

| Produkt      | 1668/70 | 1758/60 |
| ------------ | ------- | ------- |
| Pfeffer      | 25,3 %  | 4,4 %   |
| Textilien    | 56,6 %  | 53,5 %  |
| Rohseide     | 0,6 %   | 12,3 %  |
| Tee          | 0 %     | 25,3 %  |
| andere Güter | 17,5 %  | 4,5 %   |

Der Handelsverkehr zwischen Asien und Europa fluktuierte und war lange von der Monsunjahreszeit abhängig, aber bereits der Schiffsverkehr zwischen Portugal und dem Estado da India war beachtlich.

„Insgesamt sind zwischen 1497 und 1700 1149 Schiffe mit insgesamt 721.705 Tonnen und 330.354 Menschen an Bord aus Lissabon abgefahren und 960 Schiffe mit 598.390 Tonnen (83,6 %) und 292.227 Menschen (88,5 %) in Asien angekommen. In der Gegenrichtung waren es 781 Schiffe mit 537.215 Tonnen und 193.937 Menschen, von denen 666 mit 441.695 Tonnen (85 %) und 164.012 Personen (85,6 %) in Lissabon eintrafen.“

Eine wichtige Rolle in dem neuen globalen Handelssystem spielte das Silbergeld aus Spanisch-Amerika (Vizekönigreich Neuspanien und Vizekönigreich Peru), womit die Europäer bis weit ins 18. Jahrhundert hinein bezahlten und das somit in die frühneuzeitliche Weltwirtschaft einfloss.